# Райковцы
Райковцы (укр. Райківці) — село в Хмельницком районе Хмельницкой области Украины.
Население по переписи 2001 года составляло 1476 человек. Почтовый индекс — 31356. Телефонный код — 382. Занимает площадь 1,93 км². Код КОАТУУ — 6825087001.

## Известные уроженцы
- Грабянка, Тадеуш (1740—1807) — польский граф, алхимик, мистик и иллюминат.

## Местный совет
31356, Хмельницкая обл., Хмельницкий р-н, с. Райковцы, ул. Ленина, 5